# Ilménite
L'ilménite est une espèce minérale constituée d'un oxyde de fer et de titane, de formule chimique FeIITiO3 avec des traces de magnésium, de manganèse et de vanadium. Elle peut former des cristaux jusqu'à 25 cm de long.

## Historique de la description et appellations

### Découverte et étymologie
La manaccanite, une variété ferrifère, est découverte par le minéralogiste amateur William Gregor en 1791, et nommée par lui en référence au village de Manaccan (péninsule de Lizard, sud-ouest de la Cornouailles, Angleterre), près duquel il l'a trouvée, dans le lit d'une rivière. Il comprend qu'en plus du fer il doit y avoir l'oxyde d'un nouvel élément chimique. En 1795 le chimiste allemand Martin Klaproth identifie à son tour le nouvel élément dans un échantillon de rutile de Hongrie, et le nomme Titan. En 1797 il prend connaissance des travaux de Willam Gregor et en reconnaît l'antériorité.
L'ilménite est décrite et nommée par le minéralogiste allemand Adolph Kupffer en 1827, à partir d'échantillons des monts Ilmen, dans le sud-est de l'Oural (Russie).

### Topotype
- Les monts Ilmen, Miask, Oural, Russie.

### Synonymes
- Axotomous Eisenerz (Mohs, 1824)[5]
- Cibdelophane
- Haplotypite
- Mänaken Karsten (1808)
- Mohsite (Armand Lévy, 1827)[6]
- Para-ilménite
- Titanioferrite (Chapman, 1843)

## Caractéristiques physico-chimiques

### Critères de détermination
- Ce minéral peut être facilement confondu avec les minéraux du groupe de la crichtonite, mais aussi avec l'hématite.
- L'ilménite est opaque, de couleur noire et d'éclat submétallique. Son trait varie entre le noir et le marron. Sa fracture est conchoïdale.
- La couleur du trait permet de la distinguer de l'hématite ; le magnétisme faible la différencie de la magnétite.

### Variétés
- Ferroilménite (ferro-ilménite) : variété ferrifère d'ilménite contenant 33 % de Fe2O3 de formule idéale (FeTi)2O3. Synonyme pour cette variété : hystatite (Breithaupt, 1830).
- Guadarramite (Muñoz del Castillo, 1906) : variété contestée radioactive d'ilménite trouvée dans la Sierra de Guadarrama, Castille, Espagne[7].
- Isérine (Klaproth, 1810) : variété cubique d'ilémnite, décrite initialement à Jizerská meadow (Iser meadow), Monts Jizerské (Monts Iser), Bohème, Tchéquie, qui a inspiré le nom[8]. Synonyme pour cette variété : isérite (Dana) ; à noter que le minéralogiste Janovsky a décrit une variété de rutile qu'il a nommée isérite.
- Kibdelophane (von Kobell, 1832) : variété riche en titane d'ilménite[9].
- Magnéto-ilménite (Ramdohr, 1926) : variété ferrifère d'ilménite[10].
- Manaccanite[11] (ou ménachanite[12]) : variété ferrifère d'ilménite décrite à Tregonwell Mill, Manaccan, péninsule de Lizard,Cornouailles, Royaume-Uni, qui a inspiré le nom. Synonyme pour cette variété : grégorite (Paris)[13].
- Manganilménite (Simpson, 1929) : variété manganésifère d'ilménite[14]
- Picrocrichtonite (Lacroix, 1901) : variété manganésifère d'ilménite[15].
- Picroilménite (Groth, 1898) : variété d'ilménite riche en magnésium[16].
- Picrotitanite (Dana, 1868) : variété d'ilménite riche en magnésium[17].
- Silicoilménite (Pilipenko, 1930) : mélange de silice et d'ilménite[18].
- Washingtonite (Shepard, 1842) : variété ferrifère d'ilménite trouvée à Washington, Comté de Litchfield, Connecticut, États-Unis qui a inspiré le nom[19].

### Cristallochimie
L’ilménite forme trois séries isomorphes avec la pyrophanite MnTiO3, la géikiélite MgTiO3 et l'ecandrewsite. On trouve la même structure dans MgSiO3 à haute pression.
La structure de l'ilménite est essentiellement la même que celle de l'hématite, ce qui permet une solution solide complète à haute température ; la distribution des cations fer et titane dans l'hématite est ordonnée. Les atomes d'oxygène forment un empilement de type AB, les cations occupent deux tiers des cavités octaédriques ainsi formées. Puisque dans l’hématite, chaque troisième site octaédrique est vide : la séquence est -Fe-Ti-L-Ti-Fe-L-Fe-Ti- où L représente une lacune (site octaédrique vide). Les cations proches du site vacant sont toujours soit deux fer, soit deux titane.

### Cristallographie

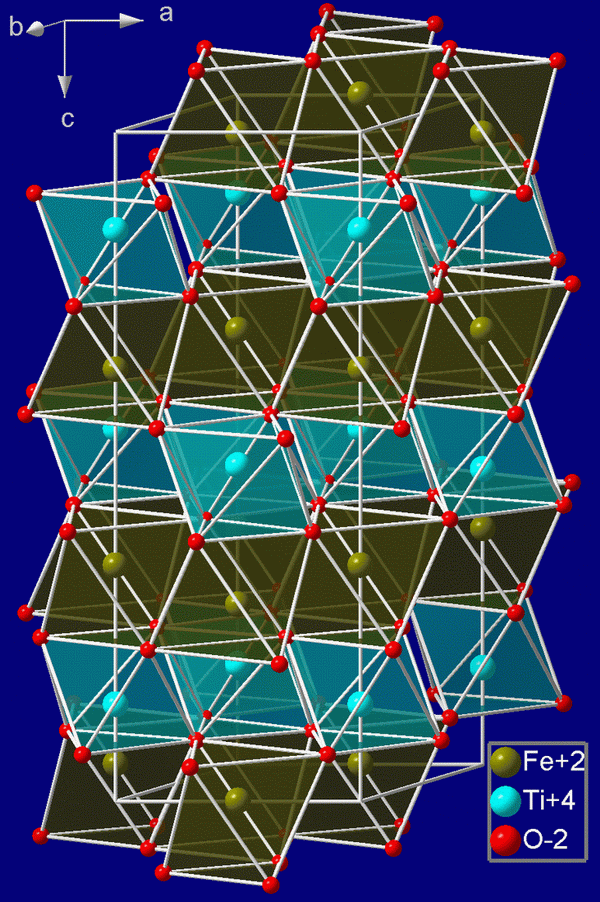
Structure de l'ilménite

L'ilménite appartient au système cristallin trigonal. Son réseau est rhomboédrique et son groupe d'espace est R3. Ses paramètres de maille sont, exprimés dans la base hexagonale, {\displaystyle a} = 5,088 Å et {\displaystyle c} = 14,088 Å (V = 315,84 Å3, Z = 6) et sa densité calculée est 4,79 g/cm3 à température ambiante.

### Propriétés physiques
À température ambiante, l’ilménite est paramagnétique, mais elle devient antiferromagnétique à environ 56 K.

## Gîtes et gisements

### Gîtologie et minéraux associés
- Minéral accessoire, commun, des roches magmatiques. Accompagnée de magnétite, l'ilménite constitue des masses importantes dans les gabbros, les diorites, les anorthosites. Avec la magnétite, le zircon, le rutile, etc. elle est un important minéral de placers. C'est d'ailleurs des placers d'Australie et autres lieux de l'hémisphère sud, que provient la plus grande part des minerais d'ilménite. On la trouve également dans des veines et filons pegmatitiques, et, dans sa localité type, dans la « miascite » et ses pegmatites…
- Présent dans les roches lunaires.
- Présent dans les météorites.

### Gisements producteurs de spécimens remarquables

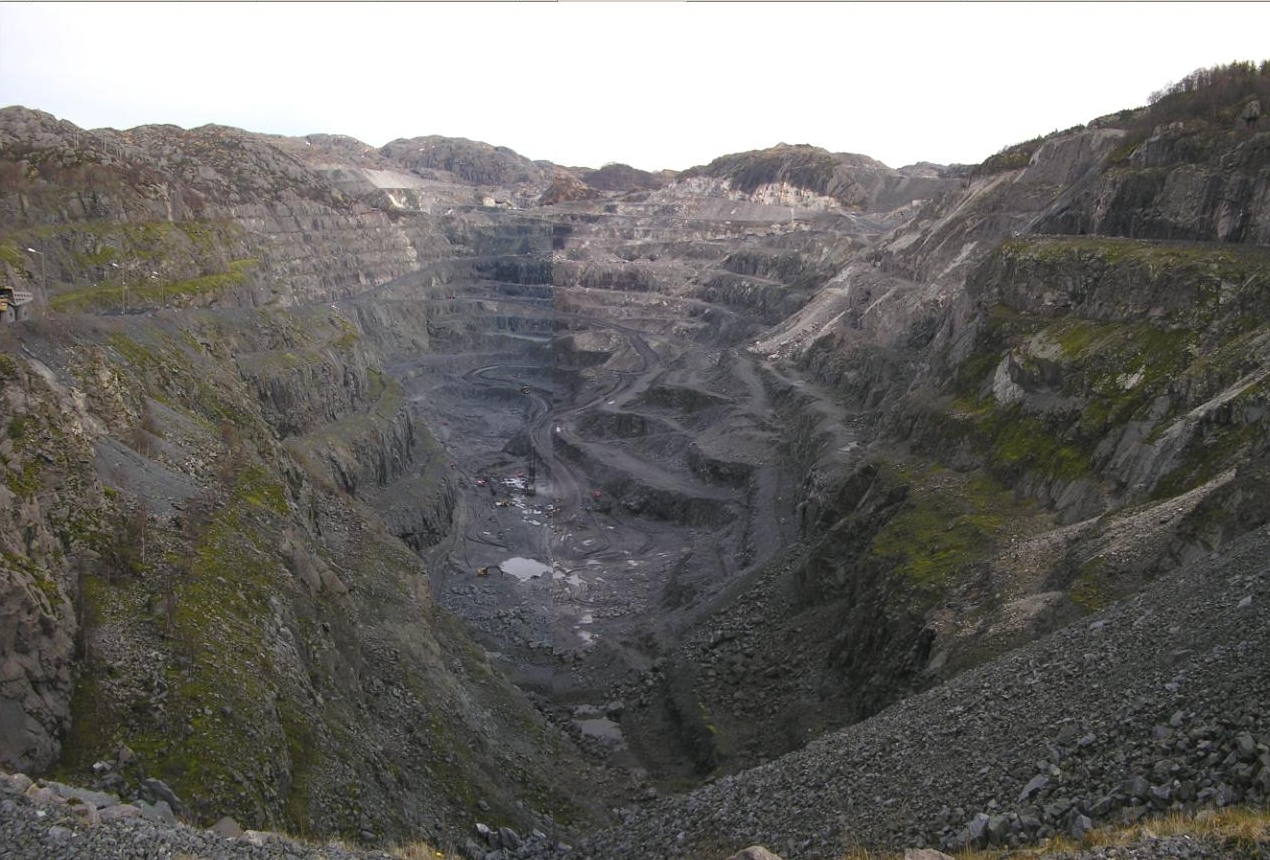
Mine à ciel ouvert d'ilménite de Norvège

- Algérie

Laouni, Hoggar, Province de Tamanrasset.
- Belgique

La Helle, Ternell, Eupen, Province de Liège.
- Canada

Madawaska Mine property, Faraday Township, Comté de Hastings, Ontario.
Mine Beattie, Duparquet, Abitibi-Ouest MRC, Abitibi-Témiscamingue, Québec.
Mine Tio, Havre-Saint-Pierre, Minganie MRC, Côte-Nord, Québec.
- France

Mine d'Anglade, Salau, Couflens, Ariège, Occitanie.
- Madagascar

Mine de Tolagnaro (Fort-Dauphin), site de Mandena.

## Exploitation des gisements
L'ilménite est un important minerai de titane et, dans une moindre mesure, de fer.
Les gisements d'ilménite peuvent être exploités économiquement quand leur teneur en TiO2 dépasse 45 %. Ce sont d'importantes sources pour la production de dioxyde de titane. Pour obtenir cet oxyde à l'état pur, il est d'abord séparé des roches par un traitement électrostatique et magnétique. Le minerai peut être soit directement traité par le procédé au sulfate (de), soit par le procédé au chlore (de) après une étape de traitement (le procédé au chlore étant mieux adapté au traitement des rutiles).
En 2014, l'extraction des ilménites traitées au sulfate correspond à plus de 3 millions de tonnes de dioxyde de titane, sur les 7 millions de tonnes de dioxyde de titane extraites (sachant que 5,5 millions de tonnes ont été consommées). Avant 2010, l'extraction des ilménites représentait moins du tiers des sources de dioxyde de titane, mais la croissance de la production chinoise s'est faite en développant fortement le traitement au sulfate de ce minerai.
En sidérurgie, une utilisation occasionnelle de l'ilménite consiste à utiliser son haut pouvoir réfractaire pour constituer un revêtement protecteur sur les parois réfractaires du creuset d'un haut fourneau. Pour obtenir ce revêtement, l'ilménite est enfournée comme un minerai de fer et, en atteignant le bas du haut fourneau, le dioxyde de titane se dépose sur les parois, colmatant ainsi les fissures.